# Kapitanovi
V romanu Kapitanovi Miška Kranjca (1938) kronološko sledimo zgodbi kmečke družine, ki se srečuje s problemi potomstva, lastništva in denarja. 

## Vsebina

### Prvi del
Ivan Raj se priženi h Kapitanovim, na večjo kmetijo, kjer sicer rad dela, a se počuti nezaželenega. Njegov odnos z ženo Agato je hladen, najbolj pa ga prizedane, da so ga z njo poročili kljub temu, da je bila noseča z drugim. Ivan rojstva Kristine, grbave nezakonske hčere, ne more sprejeti in se odseli v mesto. Na Kapitanovi domačiji Agata in njen oče ostaneta sama, mama namreč umre, sestri pa se poročita in preselita. Zasuta z delom si Agata poišče hlapca. Z njim si hitro postaneta dobra, čez nekaj časa pa sploh več ne skrivata, da sta par, kar očeta Jožefa jezi in sramoti. Odloči se, da v mestu poišče Ivana in ga poskuša prepričati, naj se vrne k svoji ženi na domačijo. Ivan se vrne, saj mu je potihoma prav, da ga sedaj potrebujejo. Najprej odžene hlapca, potem pa poln dvomov in nezaupanja ostane pri Kapitanovih, dokler ni vpoklican v vojsko. Medtem se rodi hlapčev sin Števek. Otroka odraščata, za Ivana se ne ve, ali je vojno preživel ali ne, dedek Jožef pa se stara in umira. Na zadnji dan Agati še zadnjič razkrije svojo željo po tem, da bi nekoč nazaj h Kapitanovim prišel Ivan.

### Drugi del
Ivan se po sedmih letih vrne nazaj na vas, obišče Agato in se dokončno odloči, da bo ostal, tudi če otroka nista njegova. Pobotata se, njuno razmerje je tokrat bolj ljubeče. Kmalu pričakujeta otroka in imata velike načrte za Kapitanovo domačijo. V tem zanosu si sposodita denar in zgradita novo hišo. Otroka Kristina in Števek se z rojstvom novega otroka počutita še bolj nezaželeno in manjvredno kot prej, a ta kmalu nenadno zboli in umre. Kristina se izšola za šiviljo in ima še vedno občutek, da se je želijo znebiti ter da ne bo domačija nikoli njena, čeprav je najstarejša. Števek je od šole in dela neprestano utrujen, poleg tega pa je velikokrat tepen. Otroka sta po smrti bratca sicer malo pomirjena, vendar ne za dolgo, saj je Agata spet noseča. Ker nimajo dovolj denarja, da bi vrnili dolg, se Ivan odpravi v Ameriko. Nekaj časa domov pošilja denar, dokler od Kristine, ki se spre z mamo zaradi lastništva kmetije in se odseli, ne izve, da je tudi najmlajši otrok zbolel in umrl. Sama Agata ne more zaslužiti dovolj, da bi vrnila dolgove, zato morata z Števekom z domačije. Števek si najde službo, za Agato pa ni prepričan, kje in kako preživlja dneve. Nepričakovano ga nekoč obišče v službi, skupaj se odpravita v Zagreb iskat novo življenje, čeprav se prav tiste dni v vas vrne Ivan, ki je v Ameriki obogatel in si želi zopet živeti z družino.

## Komentarji in kritike
Kapitanovi niti vsebinsko niti oblikovno ne prestopajo meja dosedanjega Kranjčevega dela in kažejo vse vrline, a nič manj tudi vse napake njegovega pripovedništva. /.../ V to poglavje spadajo že znani, nemalokrat ponovljeni očitki: ohlapnost formulacij, ki meji mnogokdaj že na površnost, in stilistična mlahavost. /.../ Moti tudi nemogoča interpunkcija. Kar pa se ravno v tem romanu zlasti upira, je govorica Kranjčevih ljudi. Ta nepristna, mestoma celo prisiljena in pogostoma nerodna mešanica ljudskega, in povsem literarnega izražanja, natrpana z intelektualskimi izrazi in frazami, nasprotuje včasih najosnovnejšim zahtevam Kranjčevega kmečkega realizma. /.../ Krivično bi bilo slednjič zamolčati dejstvo, da napake te knjige močno zbledijo pred nekaterimi odlomki, med katerimi se jih nekaj uvršča med najboljše rezultate Kranjčevega pisateljskega dela. Take so uvodne strani, tak je začetek drugega dela, opis Agatinega in Rajčevega izleta v gorice, prav posebno pa poglavje o Števekovi otroški revoluciji zoper domačo tiranijo in o njegovem begu v svobodo — kakovostni višek romana, epizoda, ki spada med najbolj uspele strani našega povojnega pripovedništva. (Brnčić 1938)
Gotovo je to Kranjčev najboljši roman. Miselna preobteženost in ideološko podslikavanje se je umaknilo preprostemu pripovedovanju in razlaganju dogodkov. /.../ Posebej je treba omeniti izčiščen in izredno lep jezik, kakor ga doslej pri Kranjcu še nismo srečali. Jezik je gladek, lep in prav pojoč, posebno v mehkih opisih narave, ki se tako neprisiljeno družijo z opisovanjem človeka. Skratka: delo, ki ga moramo biti res veseli. (Smolej 1938)
Kapitanovi je že v bistvu individualistični roman razmerja med možem in ženo, ki se privlačita pa odbijata, ki sta »slučajno mož in žena« in morata živeti v zakonu tudi brez ljubezni. /.../ Niso še »Kapitanovi« epopeja vasi, so le kronika, resnično, kronika zakona, ki propade zaradi nemira v sebi in zaradi denarnih zadev. /.../ Impresionistična tehnika Miška Kranjca ter njegov kult prirode same je tudi tu dobil svoje potrdilo. (Debeljak 1938)
Vzporedno z njegovim umetniškim razvojem se spopolnjujejo in razvijajo tudi njegovi liki. Poudarjam: ne nastajajo novi, ampak se stari izpopolnjujejo; v bistvu pa ostanejo isti: odraz Kranjčeve misli o svetu, veri, družbi, zemlji — zdaj več, zdaj manj v sorodstvu s prekmurskim človekom. /.../ V težnji, da bi govoril prekmurski kmet, kakor misli Kranjec — vsaj govoril da bi tako, pravim, če že misli drugače — nam je iskati tudi vzroka kaj pogostnim očitkom Kranjčevih ocenjevalcev o papirnatem govoru njegovih ljudi. /.../ O tehniki je bilo že večkrat poudarjeno, da je nepazljivo izvedena, površna, ne ekonomična, nič precizno izdelana, predvsem v večjih tekstih. To napako kažejo tudi »Kapitanovi«, a so v tem pogledu mnogo boljši kakor pa začetna Kranjčeva daljša dela. /.../  Prizma objektivnega pogleda na Kranjčev svet nam pokaže torej v glavnem take značilne črte: neoporečen epik, dober fabulist, mojster v karakterizaciji in opisu, realist brez iluzije in sanjavosti, skoraj brez lirike (razen v opisu prirode), pa tudi brez etične globine, velikokrat brez onega velikega, prepričujočega in močnega, kar daje umetnosti vrednost prave umetnosti. (Vratuša 1939)

## Nagrada
Razsodišče za podelitev literarnih nagrad ljubljanske mestne občine je podelilo nagrado za pripovedništvo Mišku Kranjcu za roman "Kapitanovi". "Kapitanovi" so Kranjčeva deseta knjiga. (Mladi Prekmurec 3/4&ndsh;5 (1938/&39))